# Befattningar i handelsflottan
Befattningar i handelsflottan utgör de tjänstegrader som är befälsordningen som råder på civila fartyg. Inom handelsflottan indelas sjömän i två grupper, sjöbefäl och manskap.
| Svensk benämning       | Alternativ benämning | Engelsk benämning | Alternativ engelsk benämning |
| ---------------------- | -------------------- | ----------------- | ---------------------------- |
| Befälhavare            | Skeppare/Kapten      | Master            | Captain                      |
| Överstyrman            | Förste styrman       | Chief Officer     | Chief Mate                   |
| Styrman                | Förste styrman       | First Officer     | First Mate                   |
| Andrestyrman           | Andre styrman        | Second Officer    | Second Mate                  |
| Tredjestyrman          | Tredje styrman       | Third Officer     | Third Mate                   |
| Teknisk Chef           | Maskinchef/Chief     | First Engineer    | Chief Engineer/Chief         |
| Förste fartygsingenjör | Förste maskinist     | Second Engineer   | First Engineer               |
| Andre fartygsingenjör  | Andre maskinist      | Third Engineer    | Second Engineer              |
| Tredje fartygsingenjör | Tredje maskinist     | Fourth Engineer   | Third Engineer               |

| Svensk benämning | Alternativ benämning | Engelsk benämning | Alternativ engelsk benämning |
| ---------------- | -------------------- | ----------------- | ---------------------------- |
| Båtsman          | Bås                  | Boatswain         | Bosun                        |
| Matros           |                      | Able Seaman       | AB                           |
| Rorsman          | Rorgängare           | Helmsman          | Helm                         |
| Lättmatros       |                      | Ordinary Seaman   | OS                           |
| Jungman          |                      | Deckboy           |                              |
| Däckselev        |                      | Deck apprentice   |                              |
| Befälselev däck  | Däckkadett/Kadett    | Deck cadet        | Deck cadet/Cadet             |
| Kockelev         | Slev                 | Cook apprentice   |                              |
| Maskinelev       |                      | Engine apprentice |                              |
| Maskinbefälselev | Maskinkadett/Kadett  | Engine cadet      | Engine cadet/Cadet           |
| Oiler            |                      | Oiler             |                              |
| Motorman         |                      | Motorman          |                              |
| Wiper            |                      | Wiper             |                              |
| Reparatör        | Rep                  | Fitter            |                              |
| Elektriker       | Trikare              | Electrician       |                              |
| Kock             |                      | Chief Cook        |                              |